# HMS Penelope (97)
La HMS Penelope (Pennant number 97), nona nave da guerra britannica a portare questo nome, è stata un incrociatore leggero classe Arethusa della Royal Navy. Costruita nei cantieri Harland & Wolff di Belfast, venne impostata il 30 maggio 1934, varata il 15 ottobre 1935 ed entrò in servizio il 13 novembre 1936.

## Servizio

### 1939-1941
Allo scoppio della seconda guerra mondiale la Penelope si trovava aggregata al 3 Squadrone incrociatori della Mediterranean Fleet, operando con compiti di pattuglia anticontrabbando. All'inizio del 1940 venne trasferita presso la Home Fleet, giungendo a Portsmouth l'11 gennaio. Venne quindi assegnata al 2 Squadrone incrociatori con compiti di pattuglia nel Mare del Nord, scorta ai convogli e caccia ai forzatori di blocco nemici. Nel mese di marzo venne brevemente ritirata dal servizio per la pulizia delle caldaie a Rosyth.
Tornata in servizio a Scapa Flow il 5 aprile, prese parte due giorni dopo alla caccia a navi tedesche segnalate nel Mare del Nord insieme alle navi da battaglia Rodney e Valiant, all'incrociatore da battaglia Repulse e all'incrociatore Sheffield. L'8 aprile venne distaccata insieme ad altre unità per recuperare i sopravvissuti del cacciatorpediniere Glowworm, affondato dalla Admiral Hipper.
Dal 9 aprile venne schierata al largo della Norvegia per supportare gli sbarchi alleati nella zona, denominati Operazione Wilfred. L'11 aprile si arenò durante l'ingresso nel fiordo di Fleinvaer, imbarcando acqua nella sala macchine e venendo quindi rimorchiata a Skelsfjord dal cacciatorpediniere Eskimo. Tornata in servizio attivo dopo delle riparazioni provvisorie, venne utilizzata per implementare le difese di terra nei frequenti attacchi aerei tedeschi, venendo trasferita nella seconda parte del mese ad Harstad. L'11 maggio tornò in patria venendo rimorchiata insieme agli incrociatori Coventry e Calcutta e ai cacciatorpediniere Isis, Zulu, Campbell e Witch. Il 18 maggio entrò quindi in cantiere a Greenock per riparazioni provvisorie, mentre i lavori definitivi, durati fino al giugno 1941, vennero effettuati nei cantieri navali del Tyne.
Durante i lavori venne sostituita buona parte della chiglia, vennero modificati gli alberi per installare il radar di scoperta aerea Type 281 mentre per il controllo fuoco dei pezzi principali venne installato il Type 284. Gli armamenti secondari vennero collegati invece a un modello Type 285. Vennero anche aumentate le armi antiaeree con il posizionamento di mitragliere Oerlikon da 20 mm. Completate le prove in mare la Penelope tornò in servizio a Scapa Flow il 17 agosto 1941. Dal mese di settembre operò invece con base nel Firth of Clyde con compiti di scorta ai convogli. Il 9 settembre prese parte alla scorta alla nave da battaglia Duke of York, appena completata dai cantieri John Brown & Company e diretta a Rosyth per ricevere l'armamento di bordo. Terminata la missione, venne trasferita in Islanda, scortando nei primi di ottobre la portaerei Victorious, impegnata nel bombardamento del naviglio nemico al largo di Bodø.
Il 12 ottobre venne deciso il trasferimento della nave presso il 3 Squadrone incrociatori della Mediterranean Fleet insieme alla sorella Aurora. Il 19 ottobre, dopo aver imbarcato munizioni a Gibilterra, si diresse verso Malta insieme alla Aurora e ai cacciatorpediniere Lance e Lively per formare la Forza K con il compito di intercettare e distruggere i convogli di rifornimento italiani diretti in nordafrica. Dal 21 ottobre la squadra divenne operativa e già l'8 novembre vennero affondati tutti i 7 mercantili di un convoglio e il cacciatorpediniere italiano Fulmine nella cosiddetta battaglia del convoglio Duisburg. Nello scontro rimase danneggiato anche il cacciatorpediniere Grecale.
Il 18 novembre venne impegnata in una missione diversiva nei pressi di Malta durante operazioni militari del British Army in nordafrica. Il 21 novembre scortò quindi un finto convoglio diretto verso la costa africana come ulteriore diversivo. Tre giorni dopo intercettò due mercantili italiani scortati da due torpediniere, la Lupo e la Cassiopea; i primi due vennero affondati e le scorte danneggiate. Il 28 novembre la forza K venne rafforzata dall'arrivo degli incrociatori Ajax e Neptune e dai cacciatorpediniere Kingston e Kimberley.
Il 1º dicembre vennero intercettate e affondate la nave ausiliaria Adriatico, la petroliera Iridio Mantovani e il cacciatorpediniere di scorta, l'Alvise da Mosto. Il 9 dicembre venne impiegata in un pattugliamento a caccia di un convoglio italiano, che però non venne individuato dalle navi del gruppo. Il 15 dicembre scortò la petroliera Breconshire, salpata da Alessandria d'Egitto nell'ultimo tratto del viaggio verso Malta. Due giorni dopo prese parte alla prima battaglia della Sirte. Il 18 dicembre, inviata ad intercettare navi italiane in attesa al largo di Tripoli, incappò in un campo minato rimanendo danneggiata sulla fiancata sinistra; anche le apparecchiature di controllo fuoco vennero messe fuori uso dall'esplosione. Tornata a Malta, dal 20 dicembre venne sottoposta a riparazioni che durarono fino al gennaio 1942.

### 1942-1944
Il 19 gennaio scortò un convoglio di rifornimenti diretto a Malta insieme ai cacciatorpediniere Sikh, Zulu, Lance, Lively e Jaguar, venendo presa di mira più volte da aerei nemici. Il 25 gennaio scortò le navi di rifornimento nel viaggio di ritorno ad Alessandria, incontrando il giorno successivo la Breconshire nuovamente diretta a Malta.
In febbraio venne impiegata nella scorta al convoglio ME10 diretto ad Alessandria, venendo sottoposta a continui attacchi aerei. Il 22 marzo seguente partecipò alla seconda battaglia della Sirte, durante la scorta al convoglio MW10, scortando quindi i mercantili sopravvissuti a destinazione. Il 26 marzo rimase danneggiata da una bomba caduta poco lontano dallo scafo, venendo quindi trasferita in cantiere per riparazioni, durante le quali l'unità venne ulteriormente danneggiata da ripetuti attacchi aerei che le valsero il soprannome di HMS Pepperpot (pepiera). Vennero quindi posizionati nuovi cannoni antiaerei per proteggere la nave durante lo svolgimento dei lavori. L'8 aprile venne ulteriormente danneggiata, riuscendo comunque a salpare per Gibilterra dopo una serie di riparazioni provvisorie. Anche durante la navigazione venne presa di mira da aerei nemici, riuscendo comunque a giungere a destinazione l'11 aprile. Dopo ulteriori riparazioni provvisorie, la Penelope venne trasferita negli Stati Uniti per i lavori definitivi, giungendo presso i Brooklyn Navy Yard il 19 maggio dopo una sosta a Bermuda.

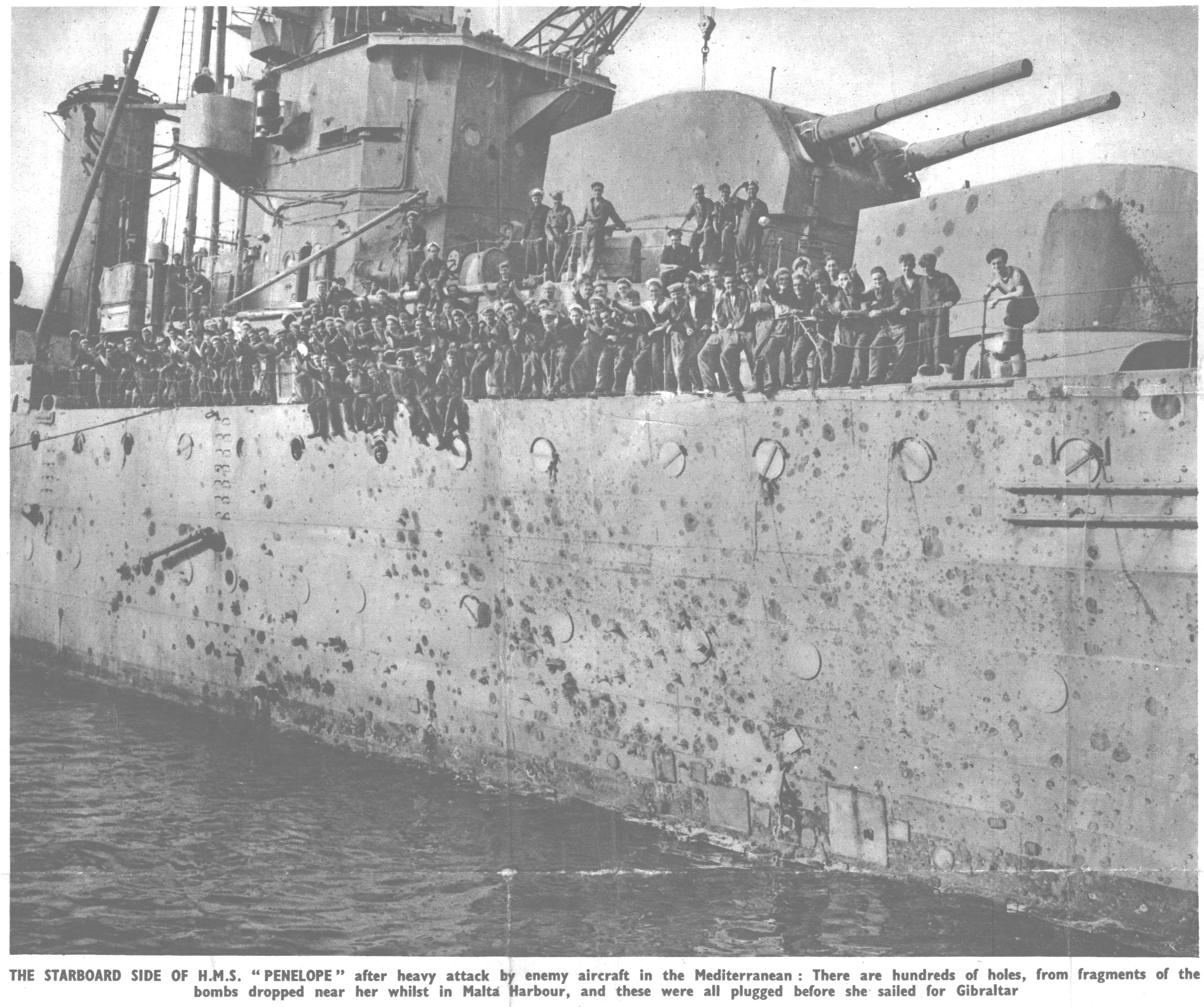
I danni subiti dalla Penelope in uno scatto pubblicato nel giugno 1942

Dopo la fine delle riparazioni, durate fino al mese di agosto, salpò per tornare in patria il 17 settembre. Venne quindi trasferita presso il 12º Squadrone incrociatori della Mediterranean Fleet, passando il mese di novembre in cantiere per completare l'armamento e le dotazioni di servizio. In dicembre, tornata in servizio attivo, venne trasferita temporaneamente a Scapa Flow, servendo con la Home Fleet fino al gennaio 1943, quando salpò per Annaba per sostituire la Ajax nella Forza Q. Giunta a destinazione, venne impiegata insieme alla sorella Aurora e agli incrociatori Dido e Sirius in missioni di intercettazione di convogli nemici e di appoggio alle truppe di terra in azione in Algeria e Tunisia.
Dal 1º giugno venne impiegata nel bombardamento di Pantelleria, effettuato per preparare lo sbarco delle forze alleate (Operazione Corkscrew), venendo colpita da una batteria italiana posizionata sull'isola. Il 10 giugno fornì copertura agli sbarchi sull'isola insieme agli incrociatori Aurora, Newfoundland, Orion ed Euryalus. Due giorni dopo prese parte al bombardamento di Lampedusa che portò la guarnigione dell'isola ad arrendersi poche ore dopo. Dal 5 luglio venne impiegata nella protezione dei convogli di trasporto truppe diretti in Sicilia per prendere parte all'operazione Husky, lo sbarco alleato sull'isola. Il 9 luglio, giorno precedente agli sbarchi, bombardò Catania e Taormina, incrociando poi nel Mar Jonio per respingere eventuali attacchi alle forze da sbarco. Il giorno successivo supportò l'avanzata delle truppe bombardando le linee difensive italiane.
Dal mese di agosto operò con base a Biserta fino all'8 settembre, giorno in cui venne reso pubblico l'armistizio di Cassibile. Imbarcata la 1ª Divisione Aviotrasportata, prese il largo per Taranto, dove giunse il giorno successivo per permettere alle truppe di prendere il controllo del porto. Subito dopo venne trasferita nel Tirreno per appoggiare l'operazione Avalanche, nome in codice dello sbarco a Salerno. Dal 14 settembre operò in supporto alle truppe a terra bombardando le posizioni nemiche, tornando a Malta il 26 settembre. Dal 4 ottobre venne impiegata nel Mar Egeo per intercettare i convogli tedeschi diretti nelle isole precedentemente sotto controllo italiano. Il 7 ottobre intercettò insieme alla Sirius e a due cacciatorpediniere un convoglio con a bordo un contingente tedesco diretto a Coo: tutte le navi da trasporto e di scorta vennero affondate o abbandonate in preda alle fiamme. Il giorno stesso rimase danneggiata durante un attacco aereo da una bomba caduta a fianco alla torretta Y e da altre esplosioni avvenute vicino allo scafo. Dodici marinai rimasero uccisi e 29 feriti nelle esplosioni. Tornata ad Alessandria, venne sottoposta a riparazioni dal 9 ottobre.
Tornata in servizio il mese successivo operò da Haifa in supporto alle operazioni nell'Egeo. All'inizio di dicembre venne quindi trasferita a Gibilterra e impiegata dal 22 dicembre nell'Atlantico per la caccia alla nave tedesca Alstruffer insieme all'incrociatore Gambia e al posamine Ariadne. Dopo l'affondamento della nave nemica, tornò in porto il 29 dicembre.
Dal 19 gennaio 1944 venne trasferita al largo di Napoli con il 15º Squadrone incrociatori per appoggiare il previsto sbarco ad Anzio denominato operazione Shingle. Venne quindi inquadrata nella Forza d'attacco meridionale insieme alla USS Brooklyn e a cacciatorpediniere britannici e statunitensi. Il 22 gennaio, giorno degli sbarchi, bombardò le posizioni nemiche a terra rimanendo nella zona anche i giorni successivi e bombardando Formia il 27 gennaio. Il 17 febbraio, mentre navigava in direzione di Napoli per fare rifornimento e caricare munizioni, venne colpita da un siluro a guida acustica T5 lanciato dall'U-410. La Penelope affondò in dieci minuti, dopo essere stata colpita da un secondo siluro. Morirono 415 marinai mentre imbarcazioni partite dalla terraferma riuscirono a trarne in salvo 250.